# Borophaga amurensis
Borophaga amurensis är en tvåvingeart som beskrevs av Schmitz 1927. Borophaga amurensis ingår i släktet Borophaga och familjen puckelflugor. Inga underarter finns listade i Catalogue of Life.